# Данилкин, Егор Романович
Его́р Рома́нович Дани́лкин (род. 1 августа 1995, Владимир) — российский футболист, защитник московского «Торпедо».

## Биография
Родился во Владимире. В детстве с семьёй переехал в Москву, где в 2004 году стал заниматься футболом в школе «Локомотива». С зимы 2008 играл в ДЮСШ «Химки», а в августе 2010 года перешёл в академию московского «Динамо».
С 2013 года выступал за молодёжную команду «Динамо», в составе которой в сезоне 2012/13 стал серебряным призёром, а в сезонах 2013/14 и 2014/15 победителем молодёжного первенства. 
18 мая 2015 дебютировал в РПЛ за основную команду «Динамо» на 38-й минуте матча против «Урала», выйдя на замену вместо Томаша Губочана. 
В сезоне 2016/17 выступал за «Динамо-2» в первенстве ПФЛ.  
12 декабря 2017 года перешёл в «Химки». В составе клуба стал серебряным призёром первенства ФНЛ 2019/20. Также стал финалистом Кубка России 2019/20.
8 февраля 2023 года на правах свободного агента пополнил состав ульяновской «Волги».
23 июня 2023 года пополнил состав «Акрона». По итогам сезона, с клубом стал бронзовым призёром Первой лиги и одержав победу в стыковых матчах вышел в РПЛ.
19 июня 2024 года подписал контракт с московским «Торпедо». В сезоне 2024/25 с клубом стал серебряным призёром Первой лиги.

## Статистика выступлений
| Выступление         | Выступление      | Выступление      | Лига | Лига | Кубки | Кубки | Еврокубки | Еврокубки | Стыковые матчи | Стыковые матчи | Итого | Итого |
| Клуб                | Лига             | Сезон            | Игры | Голы | Игры  | Голы  | Игры      | Голы      | Игры           | Голы           | Игры  | Голы  |
| ------------------- | ---------------- | ---------------- | ---- | ---- | ----- | ----- | --------- | --------- | -------------- | -------------- | ----- | ----- |
| Динамо (Москва)     | РФПЛ             | 2014/15          | 1    | 0    | 0     | 0     | 0         | 0         | —              | —              | 1     | 0     |
| Динамо (Москва)     | РФПЛ             | 2015/16          | 2    | 0    | 0     | 0     | —         | —         | —              | —              | 2     | 0     |
| Динамо (Москва)     | Итого            | Итого            | 3    | 0    | 0     | 0     | 0         | 0         | —              | —              | 3     | 0     |
| → Динамо-2 (Москва) | ПФЛ              | 2016/17          | 15   | 0    | —     | —     | —         | —         | —              | —              | 15    | 0     |
| → Динамо-2 (Москва) | Итого            | Итого            | 15   | 0    | —     | —     | —         | —         | —              | —              | 15    | 0     |
| Химки               | ФНЛ              | 2017/18          | 10   | 1    | 0     | 0     | —         | —         | —              | —              | 10    | 1     |
| Химки               | ФНЛ              | 2018/19          | 33   | 1    | 2     | 0     | —         | —         | —              | —              | 35    | 1     |
| Химки               | ФНЛ              | 2019/20          | 26   | 0    | 6     | 0     | —         | —         | —              | —              | 32    | 0     |
| Химки               | РПЛ              | 2020/21          | 29   | 1    | 1     | 0     | —         | —         | —              | —              | 30    | 1     |
| Химки               | РПЛ              | 2021/22          | 15   | 0    | 1     | 0     | —         | —         | 0              | 0              | 16    | 0     |
| Химки               | РПЛ              | 2022/23          | 5    | 0    | 3     | 0     | —         | —         | —              | —              | 8     | 0     |
| Химки               | Итого            | Итого            | 118  | 3    | 13    | 0     | —         | —         | —              | —              | 131   | 3     |
| → Химки-М           | ПФЛ              | 2018/19          | 1    | 0    | —     | —     | —         | —         | —              | —              | 1     | 0     |
| → Химки-М           | Итого            | Итого            | 1    | 0    | —     | —     | —         | —         | —              | —              | 1     | 0     |
| Волга (Ульяновск)   | Первая лига      | 2022/23          | 10   | 0    | 1     | 0     | —         | —         | —              | —              | 11    | 0     |
| Волга (Ульяновск)   | Итого            | Итого            | 10   | 0    | 1     | 0     | —         | —         | —              | —              | 11    | 0     |
| Акрон               | Первая лига      | 2023/24          | 33   | 1    | 3     | 0     | —         | —         | 2              | 0              | 38    | 1     |
| Акрон               | Итого            | Итого            | 33   | 1    | 3     | 0     | —         | —         | 2              | 0              | 38    | 1     |
| Торпедо (Москва)    | Первая лига      | 2024/25          | 22   | 0    | 0     | 0     | —         | —         | —              | —              | 22    | 0     |
| Торпедо (Москва)    | Первая лига      | 2025/26          | 4    | 0    | 0     | 0     | —         | —         | —              | —              | 4     | 0     |
| Торпедо (Москва)    | Итого            | Итого            | 26   | 0    | 0     | 0     | —         | —         | —              | —              | 26    | 0     |
| Всего за карьеру    | Всего за карьеру | Всего за карьеру | 206  | 4    | 17    | 0     | 0         | 0         | 2              | 0              | 225   | 4     |

## Достижения
«Динамо» (Москва)
- Победитель молодёжного первенства России (2): 2013/14, 2014/15
- Серебряный призёр молодёжного первенства России: 2012/13
- Итого : 2 трофея

«Химки»
- Серебряный призёр ФНЛ: 2019/20
- Финалист Кубка России: 2019/20

«Акрон»
- Бронзовый призёр Первой лиги: 2023/24

«Торпедо» (Москва)
- Серебряный призёр Первой лиги: 2024/25